# Nanjing Südbahnhof
Nanjing Südbahnhof (chinesisch 南京南, Pinyin Nánjīng Nán – „Nanjing Süd“), auch bekannt als Bahnhof Nanjing Nan, ist ein Bahnhof in der Stadt Nanjing in der chinesischen Provinz Jiangsu. Er wurde 2011 eröffnet und dient vorrangig dem Hochgeschwindigkeitsverkehr.

## Beschreibung
Der Südbahnhof von Nanjing verfügt über fünf Ebenen, davon befinden sich zwei unter der Erde: Die unterste Ebene wird von der U-Bahn Nanjing genutzt, die darüberliegende Ebene beherbergt eine Ladenpassage. Im Erdgeschoss befinden sich Fahrkartenschalter, darüber liegt die Gleisebene. Auf der obersten Ebene findet sich ein Wartesaal, der sich über die Gleise erstreckt und über Rolltreppen mit den Bahnsteigen verbunden ist.
Der Bahnhof erstreckt sich über eine Fläche von 458.000 m², davon entfallen 282.000 m² auf das Bahnhofsgebäude. Der Personenverkehr wird über 28 Gleise abgewickelt, die über 15 Bahnsteige erreichbar sind. Ausgelegt ist der Bahnhof Nanjing Süd für eine Kapazität von 44,1 Millionen Reisenden pro Jahr. Mit Baukosten in Höhe von 14 Milliarden Yuan gehört der Bahnhof zu den teuersten Bahnhofsprojekten des chinesischen Hochgeschwindigkeitsprogramms.

## Verkehr
Mit den in Nanjing Süd abfahrenden Hochgeschwindigkeitszügen werden Direktverbindungen unter anderem nach Peking Südbahnhof, Shanghai-Hongqiao, Tianjin, Jinan und Zhengzhou hergestellt. Der Flughafen Nanjing-Lukou befindet sich rund 40 Kilometer vom Südbahnhof entfernt. Zwischen Bahnhof und Flughafen verkehrt ein Bus-Shuttle nach Taktfahrplan.

## Bildergalerie

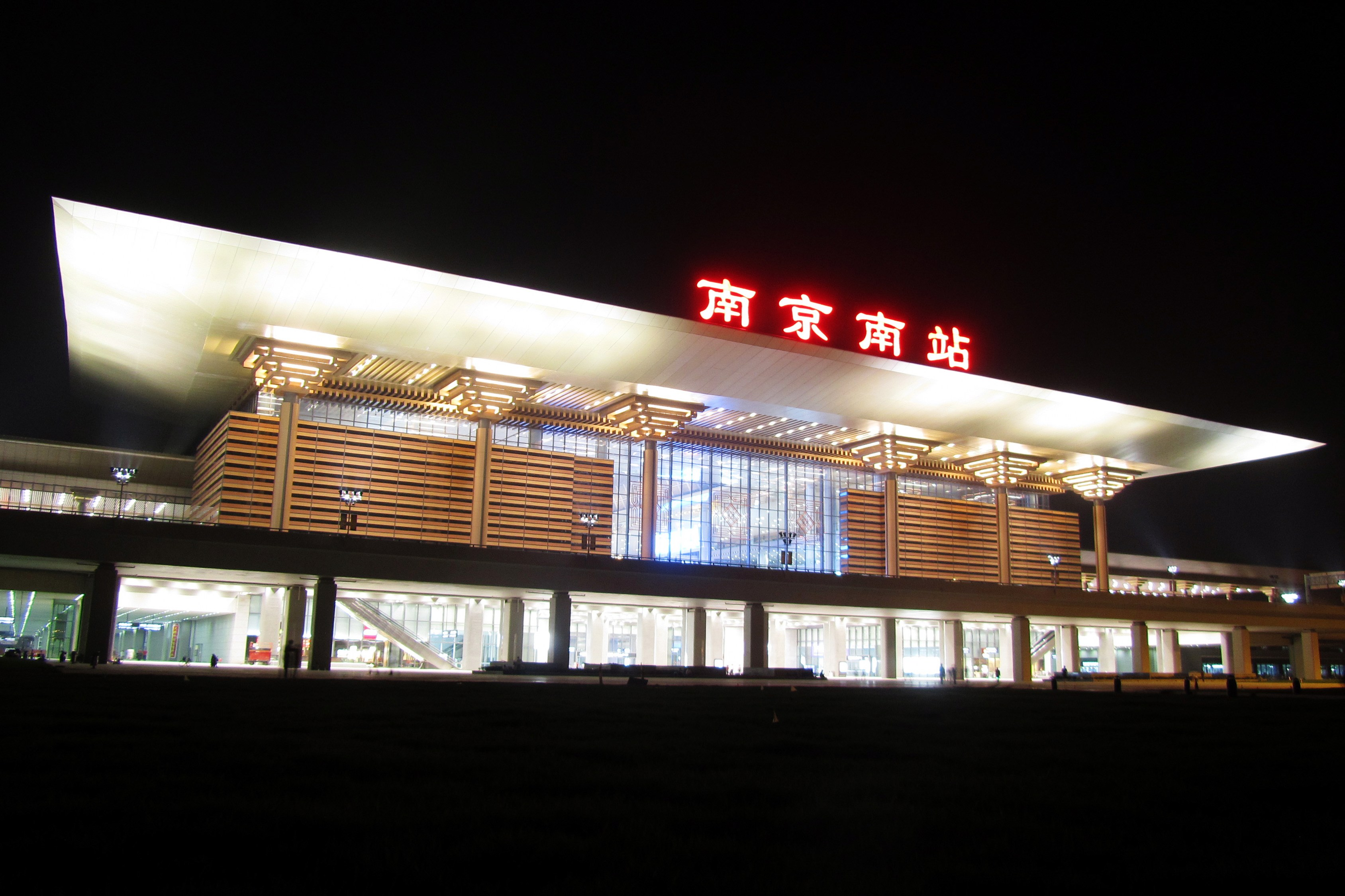
Bahnhofsgebäude bei Nacht
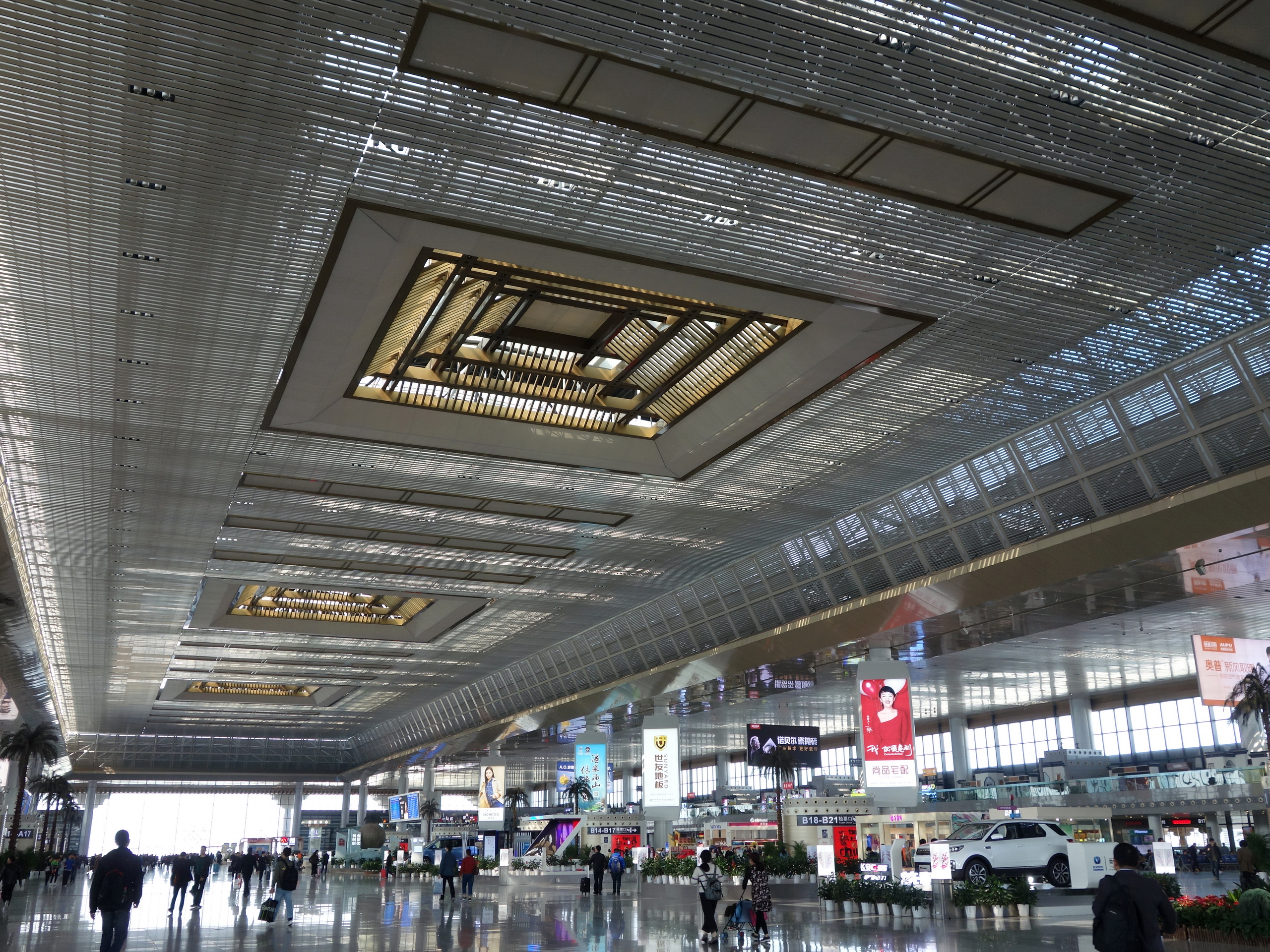
Wartehalle
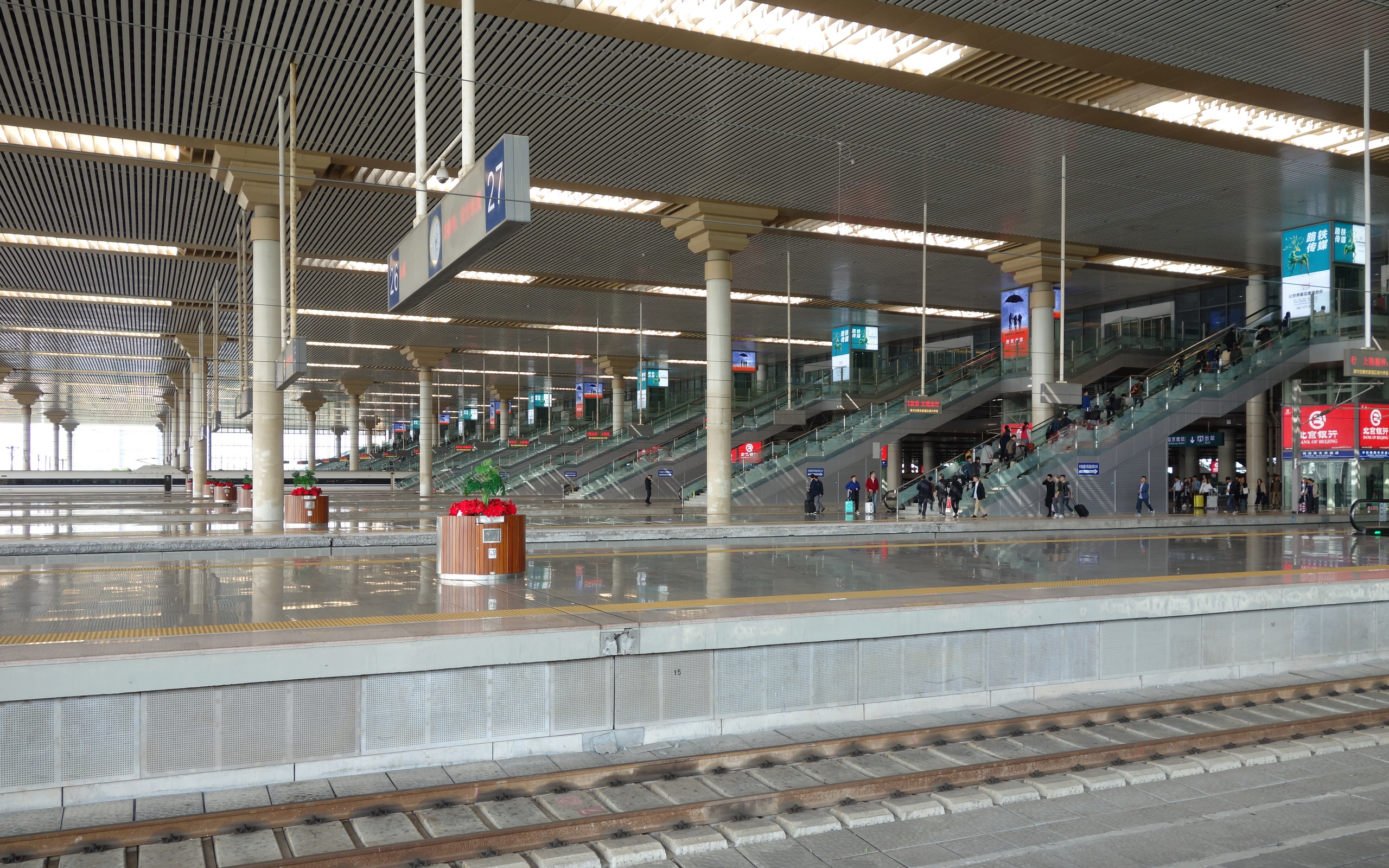
Gleisebene